# Parque eólico Marcona
El parque eólico Wayra I, es el parque eólico más grande de Perú, y está ubicado en la ciudad de Marcona, en el departamento de Ica. Pruduce unos 132 MW, es perteneciente a la empresa italiana Enel Green Power, mediante su filial peruana Enel Perú.